# Sihanoukville International Airport
Sihanoukville International Airport är en flygplats i Kambodja.   Den ligger i provinsen Kampot, i den sydvästra delen av landet, 180 km sydväst om huvudstaden Phnom Penh. Sihanoukville International Airport ligger 2 meter över havet.
Terrängen runt Sihanoukville International Airport är huvudsakligen platt, men söderut är den kuperad. En vik av havet är nära Sihanoukville International Airport åt sydväst. Runt Sihanoukville International Airport är det ganska glesbefolkat, med 48 invånare per kvadratkilometer. Närmaste större samhälle är Sihanoukville, 12,2 km väster om Sihanoukville International Airport. Omgivningarna runt Sihanoukville International Airport är en mosaik av jordbruksmark och naturlig växtlighet.